# Mesocestoides perlatus
Espèce
Synonymes
- Taenia perlatus Goeze, 1782 (protonyme)

Mesocestoides perlatus est une espèce de cestodes de la famille des Mesocestoididae et parasite d'oiseaux.

## Hôtes
Mesocestoides perlatus parasite des oiseaux, comme l'Épervier d'Europe (Accipiter nisus), l'Autour des palombes (Accipiter gentilis),, le Circaète Jean-le-Blanc (Circaetus gallicus) et le Aigle pomarin (Clanga pomarina), ainsi que chez certains rapaces nocturnes (Strigiformes).

## Taxinomie
L'espèce est décrite en 1782 par le zoologiste allemand Johann August Ephraim Goeze sous le protonyme Taenia perlatus.